# Pfalzi Erzsébet Sarolta orléans-i hercegné
Pfalzi Erzsébet Sarolta (németül: Elisabeth Charlotte von der Pfalz, franciául: Élisabeth-Charlotte du Palatinat; Heidelberg, Rajna–Pfalz, 1652. május 27. – Saint-Cloud, Franciaország, 1722. december 8.), a Wittelsbach-ház pfalz–simmerni ágából származó német hercegnő, XIV. Lajos francia király öccsének, a Monsieurnak második felesége, majd özvegye. Házasságával Orléans hercegnéje (franciául: Madame d’Orléans) és az Orléans-ház ősanyja volt.
A hercegnő a pfalzi választófejedelem, I. Károly Lajos és Hessen–Kasseli Sarolta leánya, a későbbi II. Károly egyetlen testvére volt. 1671-ben házasodott össze a francia király öccsével, Fülöp, Orléans hercegével, akinek első felesége, Angliai Henrietta egy évvel korábban, 1670-ben vesztette életét. Mivel a házasságot politikai alapon kötötték, és férje nyíltan élte homoszexuális életét, így a házas felek csak olyan mértékben érintkeztek, amennyi a gyermeknemzéshez szükséges volt. Kapcsolatukból összesen három gyermek született, amelyek közül ketten élték meg a felnőttkort.
Az évek alatt a hercegné kiterjedt levelezést folytatott német rokonaival, amely beszámolók jelentős irodalom- és kultúrtörténeti munkának számítanak a Napkirály és a Régens korszakából, mivel részletes és színes tükrét adják a korabeli francia udvari életnek. Ugyan csak két életben maradt gyermeke volt, ám fia révén közvetlen leszármazottja lett a későbbi I. Lajos Fülöp francia királynak, leánya révén pedig a későbbi I. Ferenc német-római császárnak és így a forradalomban kivégzett Marie Antoinette királynénak is. Mivel leszármazottjai számos európai uralkodóházban ott voltak, így gyakran hivatkoznak rá, mint „Európa nagyanyja”. A francia nyelvterületeken bajor származása okán hívják még Bajorországi Erzsébet Sarolta (franciául: Élisabeth Charlotte de Bavière) néven is.

## Élete

### Származása
Erzsébet Sarolta (Liselotte) hercegnő 1652. május 27-én született a heidelbergi várkastélyban. Keresztneveit édesanyja (Charlotte) és apai nagyanyja (Elisabeth Stuart) neve után kapta. Evangélikusnak keresztelték, később, már felnőttként dinasztikus okokból áttért a katolicizmusra.
Édesapja a Wittelsbach-ház Pfalz-Simmern ágából származó I. Károly Lajos pfalzi választófejedelem, rajnai palotagróf (1617–1680) volt, V. Frigyes pfalzi választófejedelemnek (1596–1632), rövid ideig Csehország királyának és Stuart Erzsébet angol és skót királyi hercegnőnek (1596–1662) második fia, I. Jakab angol király unokája.
Édesanyja Charlotte hessen-kasseli őrgrófnő (1627–1686) volt, V. Vilmos hessen-kasseli tartománygróf (1602–1637) és Amalie Elisabeth von Hanau-Münzenberg grófnő (1602–1651) hatodik leánya. Szülei házasságából 3 gyermek született:
- Károly (1651–1685), 1680-tól II. Károly néven Pfalz választófejedelme, aki 1671-ben Vilma Ernesztina dán és norvég királyi hercegnőt (1650–1706) vette feleségül.
- Erzsébet Sarolta (Liselotte) (1652–1722), 1671-től (I.) Fülöp orléans-i herceg felesége.
- Frigyes (1653–1654), kisgyermekként meghalt.

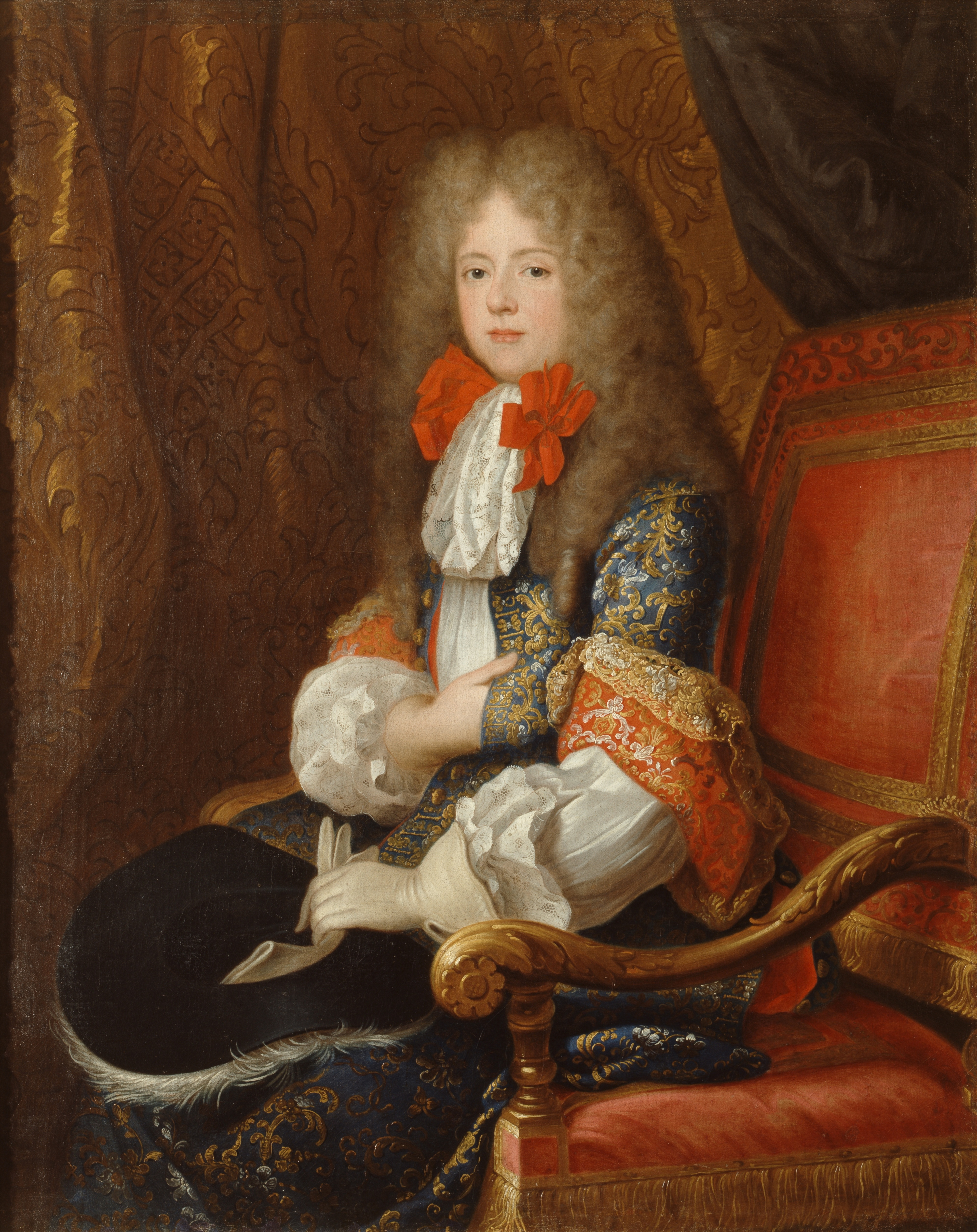
Az ifjú Liselotte

### Gyermekkora
A családban Liselotté-nak hívták. Szülei boldogtalan dinasztikus házasságban éltek. Apja 1653-ban viszonyt kezdett anyjának egyik udvarhölgyével, a fiatal Marie Louise von Degenfeld bárónővel (1634–1677). 1658 januárjában morganatikus házasságot is kötött a szeretőjével, és számos balkézről való gyermeket – Liselotte féltestvéreit – nemzett vele anélkül, hogy első feleségétől, Charlotte grófnőtől jogilag elvált volna. Ezek az gyermekek a Rau grófja/grófnője (Raugraf/Raugräfin) címet kapták. Az ekkor 5 éves Liselottét elválasztották édesanyjától, és 7 évre elküldték Hannoverbe, apjának legfiatalabb húgához, Pfalzi Zsófia hercegnőhöz (1630–1714), aki Ernő Ágost braunschweig-calenbergi herceg (1629–1698), utóbb hannoveri választófejedelem felesége volt. Ezekben az években Liselotte személyesen megismerhette apai nagyanyját, Stuart Erzsébet angol és skót királyi hercegnőt, Csehország egyetlen télen át (1619–1620) uralkodó királyának, Pfalzi Frigyesnek, a „téli királynak” özvegyét, aki száműzetésben élt Hágában. Hannoverben töltött éveit későbbi leveleiben élete boldog éveiként írta le.
1663-ban apja kártalanításban egyezett meg feleségével, Liselotte anyjával. Az asszony kiköltözött a heidelbergi fejedelmi kastélyból. A választófejedelem ekkor hazahozatta leányát Hannoverből. Itt Liselotte együtt élt mostohaanyjával, tucatnyi féltestvérével és egyetlen édes bátyjával, Károllyal. az uralkodócsalád hercegnőinek kijáró udvari nevelést kapott. Utazásokat tett apja birodalmában, nyelveket tanult, szépművészetekre, hímzésre, énekre, etikettre, családtörténetre oktatták, és megtanították táncolni.

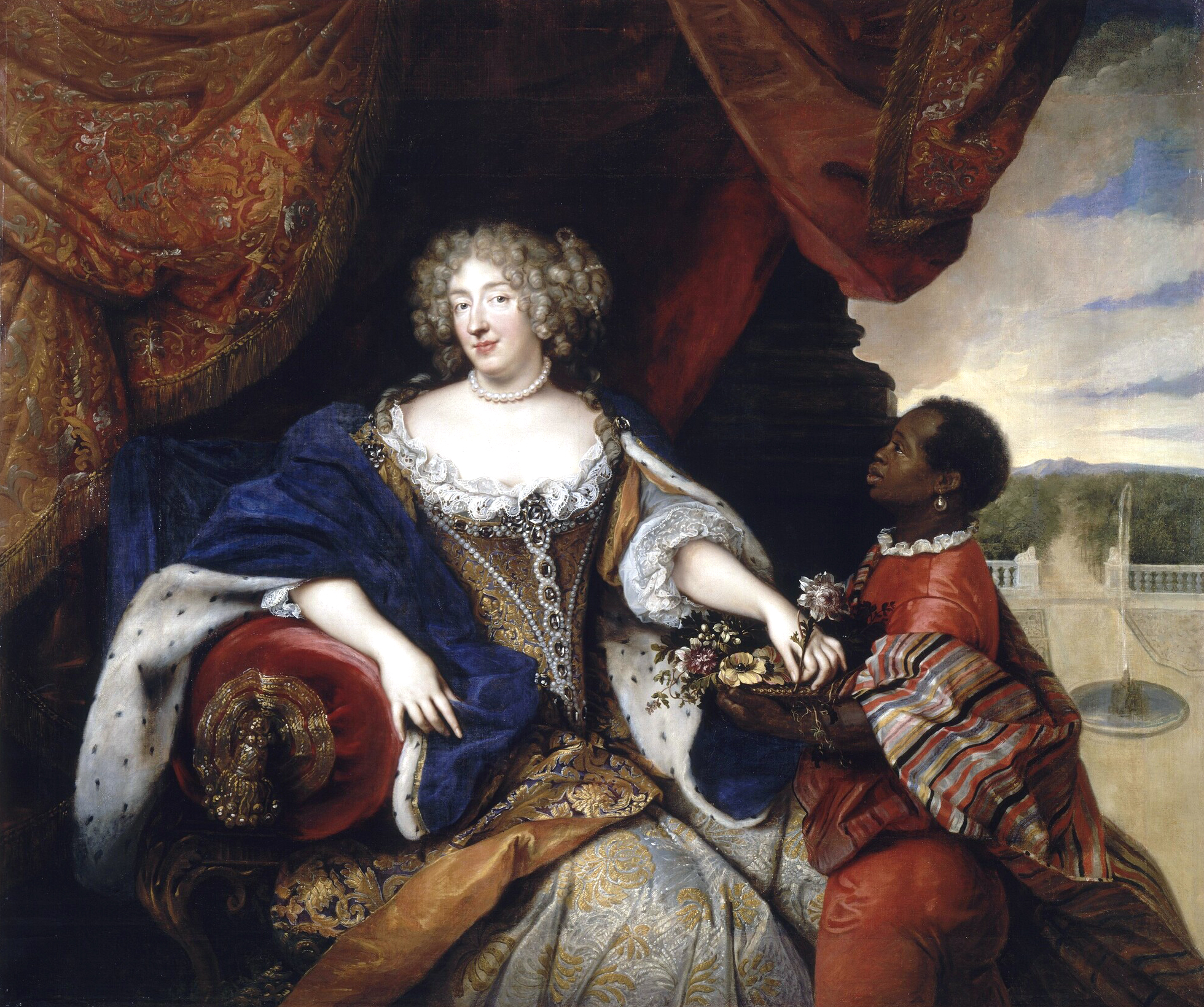
Erzsébet Sarolta, Orléans hercegnéje, egy szerecsen szolgával.

### Házassága, gyermekei
Maga Liselotte az unokabátyjához, III. (Orániai) Vilmos herceghez, Anglia későbbi királyához szeretett volna feleségül menni, családja azonban politikailag gyümölcsözőbbnek látta, ha a Pfalz hatalmas szomszédja, Franciaország felé fordul. (I.) Fülöp orléans-i herceget, XIV. Lajos király öccsét választották, aki 1670-ben megözvegyült, elveszítette fiatal feleségét, apjának unokanővérét, Stuart Henrietta Anna angol királyi hercegnőt, a kivégzett I. Károly angol király leányát.
A gyászév leteltével, 1671. november 16-án Liselotte hercegnő Metzben képviselők útján (per procurationem) házasságot kötött majd Bourbon Fülöp királyi herceggel (1640–1701), XIII. Lajos francia király (1601–1643) és Ausztriai Anna spanyol infánsnő (1601–1666) második fiával, XIV. Lajos király öccsével, Orléans hercegével, a Monsieur-rel. Aztán elhagyta az apai házat, és december 21-én Châlons-sur-Marne-ban a felek személyes részvételével is megtartották az ünnepélyes esküvőt. Liselotte pfalzi hercegnő Erzsébet Sarolta orléans-i hercegnévé változott, a Monsieur feleségeként a Madame megszólítás járt neki. A házasságból 3 gyermek született:
- Sándor Lajos (Alexandre-Louis), Valois hercege (1673–1676), kisgyermekként meghalt.
- Fülöp (1674–1723), Chartres hercege, apjának halála (1701) után Orléans hercege, nagybátyjának, XIV. Lajosnak halála (1715) után Franciaország régense, aki apjától örökölte Orléans hercegének címét.
- Erzsébet Sarolta (1676–1744), Chartres kisasszonya, aki Lipót Józsefhez (1679–1729), Lotaringia és Bar hercegéhez ment férjhez, az ő fia lett I. (Lotaringiai) Ferenc német-római császár. Őt tekintik a Habsburg–Lotaringiai-ház egyik ősanyjának.

A házasságot politikai alapon kötötték. Úgy tűnt, szerencsésen indul: két fiú utód született. De a legidősebb gyermek meghalt, a hercegné mély depresszióba süllyedt, harmadik terhessége mély aggodalomban telt. Orléans-i Fülöp nyíltan homoszexuális hajlamú volt, második feleségével (akárcsak az elsővel, Henrietta Anna angol hercegnővel) csak olyan mértékben érintkezett, amennyi az utódok nemzéséhez szükséges volt. A legkisebb leány megszületése után férj és feleség többé nem érintkezett egymással. Fülöp herceg folytatta öntörvényű életét az udvarnál, férfi szeretőkkel vette körül magát, akikre hatalmas összegeket költött, és akik alapvetően befolyásolták döntéseiben. Kegyence, Philippe de Lorraine lovag bent lakott a hercegi palotában, párizsi Palais-Royalban. Orléans hercegnéje magára maradt, idejét rendszeres levélírással töltötte.

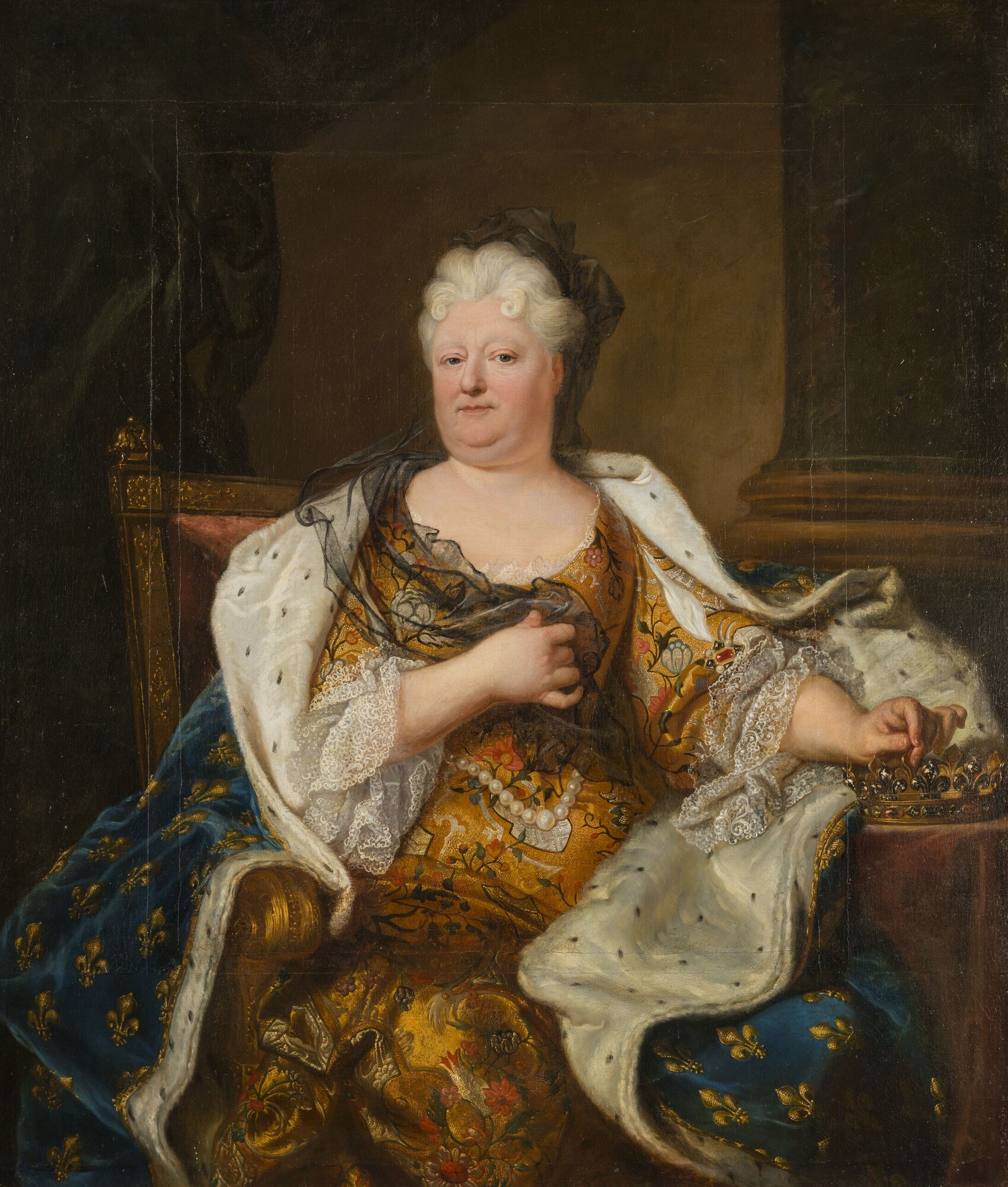
Erzsébet Sarolta, idősebb korában (Hyacinthe Rigaud festménye).

### Élete a francia udvarban
Az orléans-i hercegnek és hercegnének lakosztályai voltak a versailles-i kastélyban, használták a párizsi Palais-Royal-t is, de alapvetően a Saint-Cloud-i kastélyban laktak, Párizs mellett. Erzsébet Saroltának a király a Marly kastélyban is berendeztetett egy lakosztályt. (Később, özvegysége éveiben a Nagy-Trianon palotában lakott).
Igen szívélyes viszonyban volt mostohaleányaival, Mária Lujzával (1662–1689) és Anna Máriával (1669–1728). 1679-ben, amikor Mária Lujzát 1679-ben feleségül adták II. Károly spanyol királyhoz, Erzsébet Sarolta hercegné elkísérte őt Orléans-ba. (Anna Mária hercegnő 1684-ben II. Viktor Amadé savoyai herceghez ment feleségül, és 1720-ban a Szárd Királyság első királynéja lett).
Ellentétben Fülöp első feleségével, a csinos és karcsú Stuart Henrietta Annával, Liselotte hercegnő amazontermetű, erős alkatú nő volt. Erős német akcentussal beszélt, közvetlen stílusban, olykor vulgárisan fogalmazott. Nem szeretett táncolni, viszont mindennap kilovagolt, néha egész nap nyeregben ült. Bőrét nem védte a napsütéstől, ahogy azt a francia udvar hölgyeitől elvárták, arca napbarnított lett, mint egy parasztlányé. Ha sétált, gyorsan járt, csak a király tudott vele lépést tartani. Elutasította a hűtlenségre felhívó számtalan csábítást, bár udvarhölgyeit nem tudta megóvni az udvar tagjaival folytatott gáláns kalandoktól. Jó étvággyal evett, az évek múltával rendesen el is hízott, ezt a tényt rezignált humorral kommentálta. Protestánsnak nevelték, áttérése után sem kedvelte a hosszas, latin nyelvű miséket. Szigorúan elítélte a házastársi hűtlenséget, a francia udvar erkölcstelen kicsapongásait.
A német hercegné gyakorlatias gondolkodása és szigorú erkölcsi felfogása élesen elütött a Napkirály udvarára jellemző szabadosságtól. A királyi család beházasodott tagjaként elfogadta helyzetét, de leveleiben nyíltan háborgott férjének homoszexuális életmódja miatt. Szemére hányta férjének, hogy a család pénzét férfi kegyenceire költi, akik (elsősorban) Lorraine lovag, befolyásuk alatt tartják Fülöpöt, és az ő (és gyermekei) rovására szégyentelenül gazdagodnak. Fülöp annyi pénzt szórt el szeretőire, hogy adósságai miatt többször is a király pénzadományaira volt utalva.
A király egyetlen fivérének feleségét, a Madame-ot a hölgyek sorában kiváltságos helyzet illette volna meg. Lajos azonban tudatosan háttérbe szorította öccsének családját. A fogadások alkalmával Erzsébet Sarolta előtt nemcsak a királyné állt, de megelőzte a két trónörökösné is (XIV. Lajos fiának és unokájának  feleségei), sőt a király aktuális hivatalos szeretője („maîtresse-en-titre”) is. Erzsébet Sarolta megalázónak érezte helyzetét, gyűlölte a király szeretőit, és a tőlük született Bourbon-fattyakat, különösen Louis-Auguste de Bourbon-t, Maine hercegét, Madame de Montespan (1640–1707) magas polcra emelt legidősebb fiát.
Az orléans-i hercegi pár súlyos sértésként és megaláztatásként élte meg, amikor XIV. Lajos közölte öccsével királyi óhaját, hogy Montespan márkinétól született legifjabb leányát, Françoise Marie de Bourbon-t (1677–1749), Blois kisasszonyát az ifjabb Orléans-i Fülöphöz, Erzsébet Sarolta fiához kívánja hozzáadni. A szülők pontosan érzékelték a király szándékát az Orléans-i ág távolítását a trónöröklés lehetőségétől, a „balkézről való” feleséggel. Erzsébet Sarolta minden módon tiltakozott királyi vérből való hercegi fiának és a – szavai szerint – „kettős házasságtörésből származó fattyúnak” összeboronálása ellen. Amikor fia a király sürgetésére mégis beleegyezett a házasságba, Erzsébet Sarolta nyilvánosan felpofozta Fülöpöt, és az udvar színe előtt hátat fordított az őt üdvözlő királynak. A házasság mégis létrejött. „Ha vérem hullatásával megakadályozhattam volna fiam házasságát, megtettem volna, de mióta a dolog elvégeztetett, már csak a megbékélést óhajtottam.” írta Emlékirataiban.
Liselotténak aggódnia kellett szülőhazája iránt is. 1685-ben meghalt a bátyja, II. Károly pfalzi választófejedelem, vele férfi ágon kihalt a Wittelsbach-ház Pfalz-Simmern ága. XIV. Lajos – éppen sógornőjének, Pfalzi Erzsébet Saroltának jogállására hivatkozva, és az ő nevében – bejelentette igényét a Rajnai Palotagrófságra. 1688-ban a Napkirály csapatokat küldött Pfalz elfoglalására, kirobbantva a pfalzi örökösödési háborút (1688–1697). Liselotténak azt is meg kellett érnie, hogy a francia tüzérség 1693-ban lerombolta és végleg lakhatatlanná tette szülőházát, a heidelbergi várkastélyt.

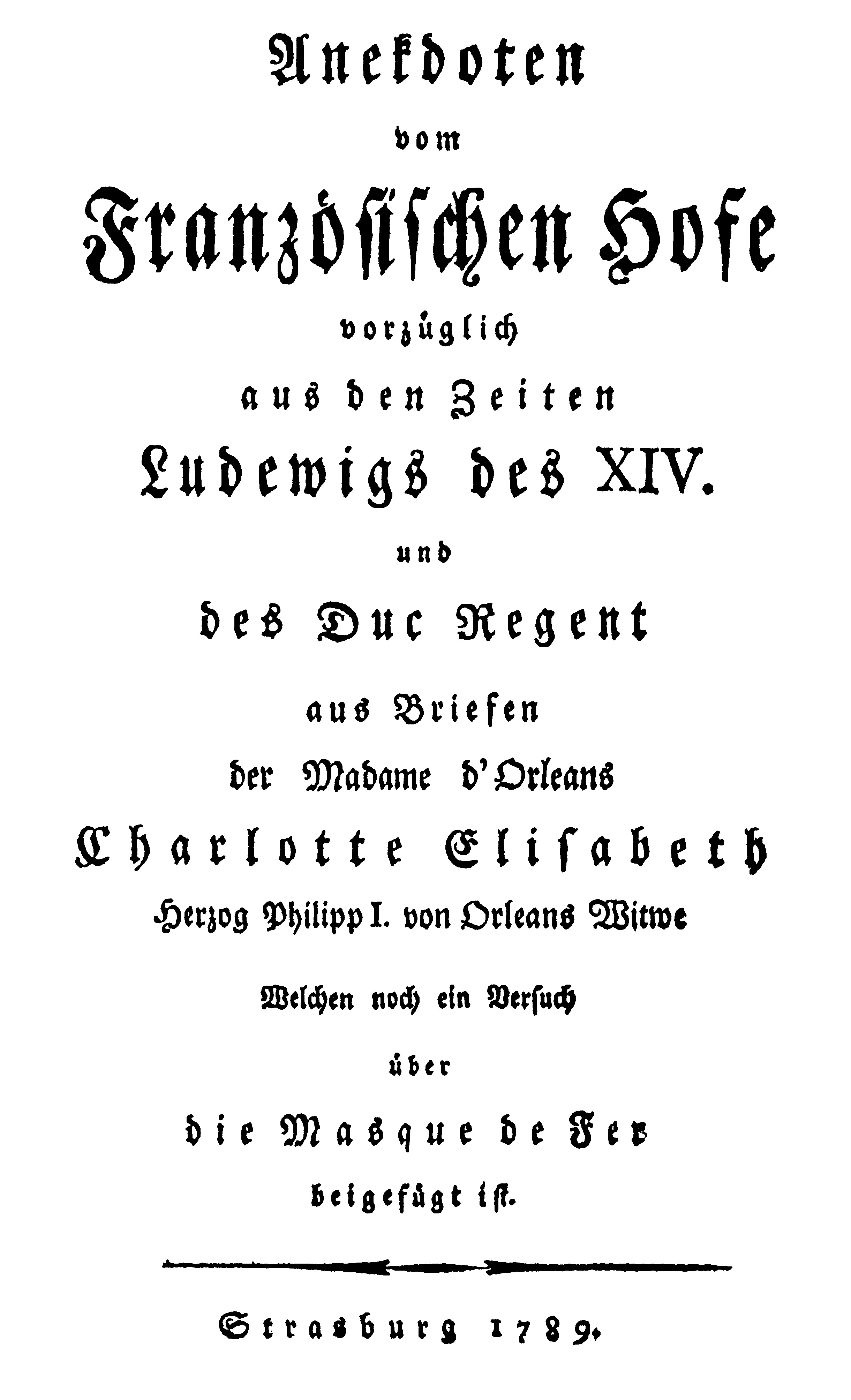
„Anekdoták a’ franczia udvarból, legfőképpen XIV. Lajos és a’ Régens Herczeg idejéből, Erzsébet Sarolta Orléans-i Herczegasszonynak, I. Orléans-i Fülöp Herczeg Özvegyének leveleiből (a’ melyhez hozzáfűzetett még egy találgatás a’ Vasálarczos Férfiról”. 1789-ben Strassburgban kiadott könyv Erzsébet Sarolta írásainak alapján.

### Levelezése
Élete során legalább 6000 levelet írt, zömét németül, kisebb részét franciául. Ezekből 5000 maradt az utókorra. Nagynénjéhez, Zsófia hannoveri választófejedelemnéhez és más rokonaihoz írt színes stílusú leveleiben Liselotte hercegné részletesen leírta az udvari élet mozzanatait XIV. Lajos udvarában. Később, a Napkirály halála után, fiának régensi működése alatt ugyanilyen tudósításokat adott az udvari életről, az arisztokraták viselkedéséről, a merev etikett által előidézett groteszk helyzetekről, az emberi kapcsolatokról, a rejtett gyűlölködésekről és intrikákról, amelyekkel minden udvarbélinek meg kellett küzdenie. Jó emberismerő és éles szemű megfigyelő volt, megállapításait szókimondó iróniával fűszerezte. Leveleiből megismerhetjük fiához, leányához és mostohaleányaihoz fűződő családi kapcsolatát, végigkísérhetjük a férjétől való elidegenedés folyamatát, a királyhoz való viszonyát.
Családtagjain kívül Liselotte – bár személyesen sohasem találkoztak – levelezésben állt a tudós Gottfried Wilhelm Leibniz-cel is, aki tagja volt a Francia Tudományos Akadémiának. 1716-ban, amikor Leibniz elhunyt, Orléans hercegnéjának kifejezett kívánságára az Akadémia nevében is írtak egy búcsúbeszédet, Bernard le Bovier de Fontenelle által.
Amikor Montespan márkiné csillaga leáldozott, és a király Maintenon márkinőt tette új szeretőjévé, Erzsébet Sarolta nyíltan szembefordult az új kegyencnővel, aki bigott katolikus lévén gyanakodott a volt protestáns „német sógornőre”. Erzsébet Sarolta leveleiben durva kifejezésekkel illette a kegyencnőt: „a király öreg szajhája, a vén boszorkány, vén ku..va”, és hasonlók

### Özvegységben
1701. június 9-én férje, Orléans-i Fülöp herceg a Saint-Cloud-i kastélyban egy hirtelen agyvérzéstől meghalt. Előzőleg dühödt veszekedést folytatott bátyjával, a királlyal a Marly kastélyban. Az özvegy Erzsébet Sarolta attól tartott, a király kolostorba küldi, ahogy azt házassági szerződésben előírták. De erre nem került sor. Megsúgták neki, túlságosan őszintén fogalmazó levelezését titokban megfigyelik. Megfogadta jóakaróinak figyelmeztetését és békülékenyebb hangot ütött meg Madame de Maintenonnal, a király második, titkos feleségével. Megmaradhatott az udvarnál, megtarthatta rangját, és nem kellett kiköltöznie a királyi család rezidenciáiról sem. Férjétől évi 40 000 livre kegydíjat örökölt. Sógora, XIV. Lajos, aki lelkiismeret-furdalást érzett öccsének halála miatt, 250 000 livre-t adott neki. Erzsébet Sarolta, aki mindig elítélte férjének homoszexuális kicsapongásait, Fülöp halála után elégette a férfi-kegyencek által neki írt leveleket, hogy megóvja férjének emlékét.
1715-ben sógora, a 77 éves XIV. Lajos király meghalt. Végakaratában a királyi hatásköröket felosztotta rokonai között. Törvényesített fiát, Maine hercegét tette meg az új király, az ötéves XV. Lajos gyámjává. Liselotte fia, Orléans-i Fülöp herceg azonban a párizsi Parlamentre (bíróságra) támaszkodva megsemmisítette a végrendeletet, és önmagát tette meg a Francia Királyság régensévé.
Emlékirataiban Erzsébet Sarolta sokat írt a régensi kormányzás időszakáról is. Új helyzetbe jutott. Mint a régens herceg anyja, ő lett az első hölgy a Királyságban. Nem kellett tartania Madame de Maintenon (képzelt vagy valós) kémkedésétől sem. Éles szemmel látta azonban a dekadenciába süllyedést, az arisztokrácia határtalanná váló pazarlását, az udvarban folytatódó erkölcsi züllést, a nagyhatalom lassú hanyatlását, ami később XV. Lajos udvarában is folytatódott.

### Halála
Erzsébet Sarolta, Orléans özvegy hercegnéje 70 éves korában hunyt el, 1722. december 8-án, a Saint-Cloud-i kastélyban. A Saint-Denis-székesegyházban temették el.
Fiának, Orléans-i Fülöpnek leszármazottai alkotják a ma is fennálló Orléans-házat, közülük került ki az 1830-ban trónra lépő Orléans-i Lajos Fülöp király, és a mai orléans-ista trónkövetelők is.
Leánya, Orléans-i Erzsébet Sarolta hercegnő Lotaringia hercegéhez ment férjhez, az ő fia, Lotaringiai Ferenc az osztrák trónörökösnőt, Mária Terézia főhercegnőt vette feleségül, megalapítva a Habsburg–Lotaringiai-házat. Fél évszázaddal később, 1770-ben XV. Lajos király unokája, Lajos Ágost trónörökös (a későbbi XVI. Lajos király) feleségül vette Lotaringiai Ferenc császár legkisebb leányát, Liselotte pfalzi hercegnő dédunokáját, Mária Antónia osztrák főhercegnőt, aki Marie Antoinette néven lett az ancien régime Franciaországának utolsó királynéja.